# Blue Steel (missile)

Le Blue Steel est un missile air-sol de croisière nucléaire britannique à courte portée et carburant liquide.

## Conception
L'étude pour le développement d'une bombe guidée débuta au Royaume-Uni au début de l'année 1949. Les premiers résultats aboutirent à la fabrication du Blue Board, mais celui-ci avait des limites opérationnelles trop importantes et il fut abandonné en 1954 après cinq ans de recherche.
En 1955, le besoin d'un missile d'une portée de 160 km et pouvant être tiré par tous temps fut exprimé. Deux ans plus tard, un contrat fut signé avec Hawker Siddeley Dynamics pour ce qui deviendra le missile de croisière Blue Steel. Il fut détecté très tôt dans son développement que le problème du Blue Steel serait sa portée, on procéda donc à l'étude du Blue Steel Mk 2. Il fut conçu pour recevoir des statoréacteurs lui procurant une portée de 1 600 km. Cependant, des rapports indiquèrent que les États-Unis développaient le Skybolt, un missile de portée similaire, le Royaume-Uni décida donc d'en acquérir en lieu et place du Blue Steel Mk 2. Plus tard, les États-Unis stoppèrent le développement du Skybolt et offrirent des missiles balistiques Polaris en compensation.
Les premiers essais du Blue Steel eurent lieu au champ de tir de Woomera en Australie à partir de bombardiers Valiant et Victor Mk 1. Bien que les essais furent décevants, en 1961, les préparatifs pour qu'il entre en service furent entamés ainsi que la décision d'équiper aussi les Vulcan de ce missile.
Le Blue Steel fut finalement opérationnel en 1963 sur Vulcan Mk 2 et plus tard sur Victor Mk 2. Dans le but de maintenir sa crédibilité en tant qu'arme de dissuasion, la Force V décida de modifier sa tactique passant d'une attaque à haute altitude à une attaque à basse altitude pour déjouer les radars adverses. Cependant cette modification entraîna la modification du missile Blue Steel qui ne fut plus disponible jusqu'au milieu de l'année 1964. Il est retiré du service à la fin de l'année 1970.

## Description

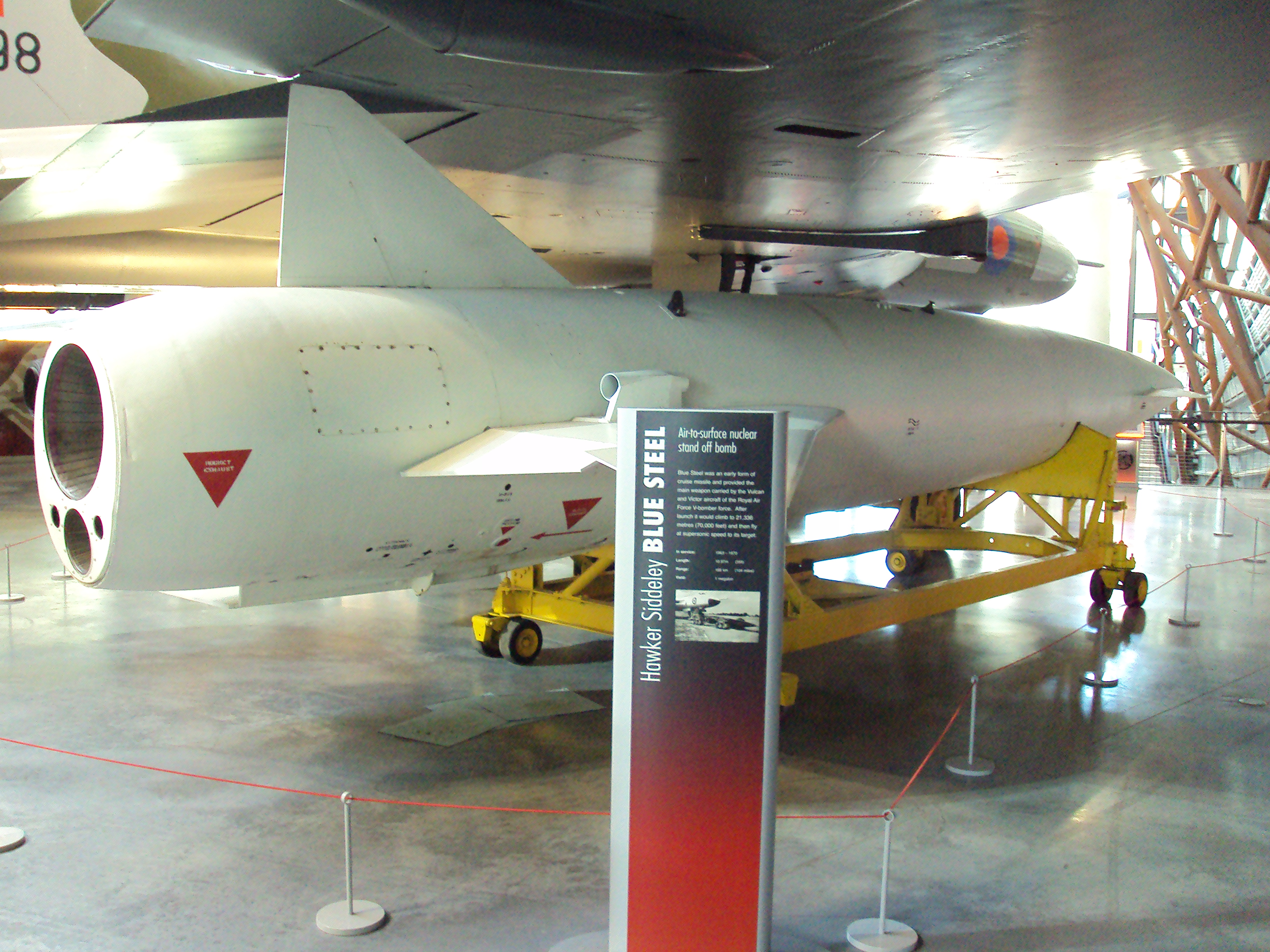
Un Blue Steel au musée de la RAF de Cosford.

Le missile air-sol Blue Steel utilise des ailes delta et un plan canard et son apparence générale est celle d'une grosse bombe dotée d'un nez pointu. Les ailes sont montées sur l'arrière du fuselage.
Le missile mesure 10,67 m de long et a un diamètre maximum de 1,28 m. L'envergure de ses ailes est de 3,96 m tandis que celle de son plan canard mesure 1,98 m.
Il est propulsé par un moteur fusée à deux chambres à carburant liquide fabriqué par Hawker Siddeley Stentor. Celui-ci lui permet d'atteindre la vitesse maximale de Mach 1,6 à haute altitude.
Le système de guidage du missile est couplé au système de navigation de l'avion jusqu'à ce que celui-ci soit tiré, ensuite le système de guidage par inertie prend le relais pour diriger le missile sur sa cible en agissant sur le plan canard, les surfaces de contrôle des ailes et le gouvernail. Le missile a aussi la possibilité de changer de direction et d'altitude à des points préprogrammés.
Sa charge militaire est constituée d'une tête nucléaire d'une puissance de 1 mégatonne.
Tiré à haute altitude le missile a une portée de près de 300 km, tandis que tiré à basse altitude sa portée est réduite à 160 km.

## Statut
La version initiale du missile Blue Steel entra en service en 1963 et sa version destinée à l'attaque à basse altitude en 1964. À la fin de cette année-là, 36 bombardiers en étaient équipés (24 Vulcan et 12 Victor).
Il semble que 23 missiles furent utilisés pour les essais et 57 missiles entrèrent en service. Ils furent retirés du service entre 1968 et 1970.

### Sources
- Jane's Handbook